# コミバスハートラン
コミバスハートランは、兵庫県丹波篠山市で運行しているコミュニティバス。

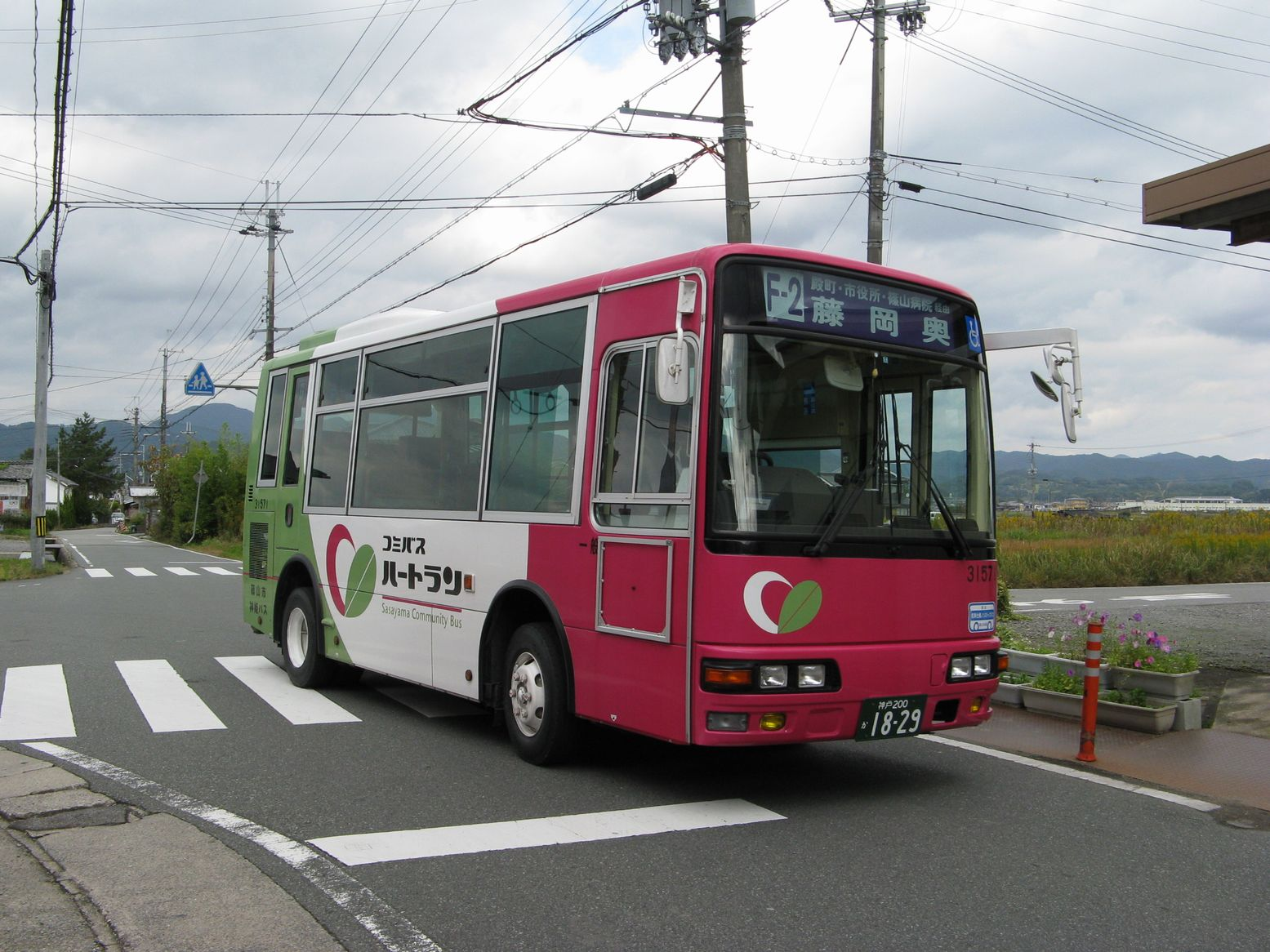
旧F-2ルートのバス 小枕口にて

ウイング神姫篠山営業所に運行委託している。

## 概要
- 身体障害者・知的障害者および先述の第1種障害者の介助人と小学生は小人運賃。乳幼児は無料。
- 丹波篠山市では、市街化地域で比較的高い水準のバスサービスが受けられる一方で、山間部の集落において公共交通を利用できない地域が点在するという問題を解決するため、平成15年度より、篠山市コミュニティバス導入検討委員会を置き、全市の横断的な公共交通機関としてコミュニティバス導入を検討。運行計画ではコミュニティバスを、既存の路線バスサービスの補完、および路線バスの輸送力とタクシーの機動性の中間的な輸送特性を活かした福祉サービスの中心に位置づけたうえ、(1)公共交通が利用できない地域への対応、(2)高齢者など交通弱者の移動手段の確保、(3)病院・公共施設などへのアクセスの利便性の確保を運行目的とした。
- コミュニティバスの愛称およびデザインは、市民から一般公募し、「コミバス ハートラン」に決定した。この愛称には、利便性だけでなく、人の心と心（ハート）をつないで走る（ラン）バスとして、誰もが気軽に利用できるようにとの思いが込められている。ワンポイントデザインと呼ばれるマークの造形は、「ハート」と「笹の葉」をモチーフにした形状で、色は環境を大切に思う緑と、暖かい心のふれあいを重視する赤を用いている。愛称、ワンポイントデザインともに垣内敬造が考案・制作。

## 路線
ルート詳細と時刻表は下記リンク(PDF)を参照。いずれも年末年始を除く平日のみ運行（祝祭日の平日も運行）
- Aルート
  - 荒子新田～ささやま西口会ささやま医療センター～川阪上
- Bルート 
  - 篠山市役所～丹波細工所
- Cルート
  - 黒石上～草野駅～杉

## 沿革
- 2003年（平成15年）- 篠山市コミュニティバス導入検討委員会を設置。
- 2005年（平成17年）

8月17日 - 公募していた愛称とデザインが決定。
10月3日 - 試験運行開始（2007年9月30日まで）。試験運行期間中は運賃を大人100円・小人50円としていた。
- 2007年（平成19年）10月1日 - 本格運行開始。運賃や経路等を一部変更。
- 2009年（平成21年）7月1日 - 神姫バスの篠山市・丹波市地域路線が神姫グリーンバスに移管されたため、運行委託先も同社に変更。
- 2018年3月 - 路線が再編される。運行日が平日ダイヤ運行時の毎日に改められる。
- 2022年10月 - 神姫グリーンバスがウエスト神姫を吸収合併し、ウイング神姫となったため、運行委託先も同社に変更。

### 他交通との連絡
連絡する鉄道は、いずれもJR西日本福知山線。
- 草野駅：Cルート
- 篠山口駅：Aルート

また、数箇所のバス停を、神姫グリーンバスと共有している。
しかしながらハートラン自体の運行本数は多いルートでも1日3本と少ないため、「連絡している」とまでは言い難い。